# Стерлігов Володимир Васильович
Володимир Васильович Стерліґов (нар. 18 березня (або 21 березня) 1904 чи 1905, Варшава — 1 листопада 1973, Петродворець) — художник, живописець, станковий та книжковий графік. Один із учнів Казимира Малевича.

## Життєпис
Народився у Варшаві. Батько — Василь Стерліґов (187?—1932), дворянин, вчитель історії, мати Софія (із дому Чубаровська; прибл. 1880—1915), вчителька. Скоро після народження сина родина переїхала до Москви; літо проводив у маєтку в селі Остроє Пластиков. Дитинство провів у Москві. Вчився у «Школі вільного виховання» М. Свентицької.
У 1922—1925 навчався на літературних курсах при Всеросійському союзі поетів, у 1923—1925 навчався живопису та малюнку у приватних студіях.

### ДІНХУК
Влітку 1925 за поради художниці Віри Єрмолаєвої переїхав до Ленінграду, і восени 1925 почав працювати у ДІНХУК (Державний інститут художньої культури) у Казимира Малевича.
З січня 1926 офіційно оформлений практикантом відділу живописної культури ДІНХУКу; займався живописом під керівництвом Казимира Малевича, вивчав кубізм та супрематизм; і після зачинення ДІНХУКу працював під керівництвом К. Малевича (до 1934).
Познайомився з Миколою Пуніним, Павлом Філоновим, Павлом Мансуровим, Михайлом Матюшиним, Миколою Харджиєвим, Борисом Ендером.
Разом з Вірою Єрмолаєвою, Костянтином Рождественським, Левом Юдіним, Миколою Суєтіним, Анною Лєпорською увійшов до «гурту живописно-пластичного реалізму», утвореному у 1929, залишався близьким до цих художників протягом життя.
У грудні 1926 познайомився з поетами кола ОБЄРМ (рос. ОБЭРИУ) — Олександром Введенським, Даниїлом Хармсом; їхня особиста і творча дружба тривала до 1941.
У 1929 почав працювати у книжковій та журнальній ілюстрації, співробітничав із журналами «Їжак», «Чиж»; ілюстрував книжки, у тому числі «книжки власного тексту». Усі передвоєнні роки писав вірші і прозу.
З 1930 почав працювати як педагог; його першим учнем став художник Павло Басманов.
У 1932 вступив до Спілки художників. У жовтні 1932 брав участь у виставці «Художники РСФСР за 15 років» у Державному Руському музеї. Роботи того часу: «Рівновага» (1927), серії «Мужики», «Женці», «Напівобраз» (1933).

### Арешт, передвоєнні роки
25 грудня 1934 заарештований і перебував під слідством до 26 лютого 1935. 27 березня 1935 засуджений згідно постанови УНКВД за статтею 58 Карного кодексу РСФСР; 29 березня 1935 відправлений відбувати покарання у 1-ше відділення 3-го відділу Карагандинського ВТЛ. У таборі разом з ним відбувала термін Віра Єрмолаєва та Петро Соколов. Перебував у засланні (Карлаг, селище Долинка) до 19 грудня 1938, був достроково звільнений.
У грудні 1938 став на облік у Спілці художників Казахстану в Караганді.
У серпні 1939 переїхав у Підмосков'я (в Петушки); не дивлячись на заборону жити у Москві, постійно бував там, зупиняючись у друзів (Є. Сперанського, Єлени Сафронової).
У 1940 працював над панно на Сільськогосподарській виставці у Москві. У ці роки застрічався із поетом Олександром Веденським, став хрещеним батьком його сина Петра.

### Війна, евакуація
У 1941 переїхав у селище Мала Вишера Новгородської області.
22 червня 1941 мобілізований Маловишерським РВК до 47-го запасного артилерійського полку (рядовий 2-го запасу). Разом з полком знаходився на фронті, що простягався по річці Сестрі, де 12 січня 1942 був контужений. Перебував на лікуванні у польовому шпиталі, з 28 лютого по 15 травня — у евакошпиталі № 1354 (там зробив серію малюнків «У шпиталі»). У лютому 1942 дізнався про смерть Даниїла Хармса, написав текст «На смерть Даниїла Івановича».
15 квітня 1942 звільнений із армії інвалідом 2-ї групи, а 1 червня 1942 визнаний нездатним до військової служби із зняттям з обліку..
13 червня 1942 евакуювався із блокадного Ленінграду до Алма-Ати, де 3 липня 1942 став на облік у Спілці Художників Казахстана. Увійшов до кола художників, яких евакуювали із Москви та Ленінграду.
У 1943 одружився з ленінградською художницею Тетяною Глєбовою.
Організував художнє життя в Алма-Аті; працював у ЦДКА, у шпиталях; організував студію в Спілці художників, де займався розробкою художніх проблем; викладав історію та перспективу у художньому училищі; вів літературні передачі на радіо; вивчав техніку фрескового живопису і писав фреску на стінах Спілки художників Казахстану. За договором з КазІЗО виконав ілюстрації до сімох дитячих книжок; організував виставку художників-фронтовиків (1944), а також свою персональну виставку (1943) і групові виставки «Про колорит», «Малюнок;»; живописною роботою взяв участь у виставці до ювілею Амангельди Іманова. Серед його робіт того часу виділяється серія «Спогади про супремитизм».
З 1944 по листопад 1945 входив до бюро графічної секції Союзу художників Казахстану, у 1945 обраний секретарем графічної секції Спілки художників.
У листопаді 1945 повернувся до Ленінграду.

### Повоєнні роки
У грудні 1945 став на облік у Ленінградські спілці художників і активно увійшов у ленінградське художнє життя..
У деяких роботах 1940-х присутній момент супрематизму, «супрематичний стан»: «Вікно», «Стара Ладога» (1946—1947). Інші його роботи несуть вже нові образи: серія «Бики» (1940—1950); серія гуаші «Хмари перед неіснуючим» (1950—1951). У 1951 почав розробляти релігійну тему: Євангельський цикл (1951—1954), серія гуаші «Вісники» («Ангели», 1956—1957), ця тема тривала протягом життя.
У 1940-60 продовжував писати вірші і прозу. Його літературні твори опубліковані посмертно.

### 1960-ті
У 1950-ті дружив з реставраторами та дослідниками давньоруського мистецтва; брав участь у святкуванні ювілею Андрія Рублева у Москві (1960). У цей час в його графічних та живописних роботах нові пластичні якості.
На початку 1962, розвиваючи теорію свого вчителя Казимира Малевича про додаткові елементи у образотворчому мистецтві, Стерліґов відкрив новий додатковий елемент мистецтва 1960-х — «прямо-криву». Його теорія отримала назву «Чашково-купольної свідомості»
У 1962 Стерліґов залучає до своєї ідеї інших художників, працює на створенням нового пластичного простору — сферичного, криволінійного.
У 1963—1966 разом з друзями створив Старопетергофську школу, яка отримала цю назву тому, що зустрічі і виставки художників проходили у Старому Тергофі, у будинку художника Сергія Спіцина.
Стерліґов і його коло вивчали теорія додаткового елементу Казимира Малевича, «п'ять новітніх систем у мистецтві — імпресіонізм, сезаннізм, кубізм, супрематизм, окрім футуризму», досліджував колір.
Стерліґов називав цю роботу «невидимий інститут», тому що бачив у ній продовження, з перервою більш ніж 30 років, дослідницької роботи, що проводилася у ДІНХУКі.
За життя виставки Стерліґова проходили нечасто: одноденна виставка в ЛОСХ (1966), та дві виставки НДІ архітектури і у Державному інституті у Москві (1970).
1957 проводив «квартирні» виставки у себе вдома та у друзів. З червня 1971 ці виставки проходили у майстерні Глєбової.

## Творчість
Найбільш відомі роботи Стерліґова 1960 — 1970-х:
- живописна серія «Моря»,1962
- графічні серії: «Лик», «Око», «Властивості чашкової кривої», «У Всесвіті», «Дотик», «Природа у чашці», «Трикутник Рьоло» (1962);
- колаж «Квадрат у куполі» (1963),
- живопис: «Розмова: Відповідь і Питання» (1963), «Портрет Люсі Ушакової» (1963),
- акварель «Мандрівник (Мандрівниця)» (1963), графічна і живописна серія «Сан-Паулус»,
- графічна і живописна серія «Диякони» (1964),
- живопис: «Черемушки»(1964), « Чаша»(1964), «Щукіно»(1964),
- графічна серія «Виходить Марія» (1964),
- акварелі «Ми живемо всередині купола» (1965);
- графічна серія «Стрічки Мьобуса» (1965),
- живопис: "Розмова про Істину (1967),
- живопис: «Про Високе» (1967),
- живопис: «Здрастуйте!» (1967);
- живопис: «Чернець (Монах)» (1967);
- графічна серія «Простір, що похитнувся» (1967),
- живопис: «Вклонимося всі (Перший метелик)» (1969—1970);
- пастелі «Рябинка» та «Суха трава» (1971);
- графічна серія: «Янголи трави» (1972);
- гуаш «Розп'яття» (1973);
- акварель та гуаш «Голгофа» (1973);
- живописна та графічна серія «Прихована геометрія» (1973).

### Книжкова ілюстрація
У книжковій ілюстрації Володимир Стерліґов працював протягом життя.
У 1953—1973 постійно співробітничав із дитячим журналом «Мурзилка».

## Родина
Дружина з 1925— Мейснер Лідія (1902— ?, загинула у таборі);
Дружина з 1943 — Глєбова Тетяна (1900—1985).

## Пам'ять
На могилі В. Стерліґова на Ново-Троїцькому цвинтарі у 1974 поставлений пам'ятник, зроблений С. Спіциним, за ескізом, що повторює роботу Стерліґова «Розп'яття».